# Сейши Кишимото
Сейши Кишимото (на японски: 岸本 聖史) е японски мангака и по-малък брат-близнак на Масаши Кишимото (създателят на Наруто). Двамата рисуват заедно манга от най-ранно детство и имат еднакъв стил. В резултат единият брат често обвинява другия в копиране. Сейши отбелязва, че сходството не е умишлено, а се дължи на факта, че двамата са повлиявани от еднакви неща. По-известният брат Масаши дори помолил феновете да спрат да наричат Сейши „копирач“. По-малкият брат е създател на мангата 666 Satan, която е публикувана като поредица в Monthly Shōnen Gangan, и лицензирана за Северна Америка от VIZ под заглавието O-Parts Hunter. Публикува се в месечното списание Monthly Shōnen Rival, най-новата манга поредица на Сейси, озаглавена Blazer Driver.

## Разработки
- Trigger
- Tenchu: The Wrath of Heaven
- 666 Satan (O-Parts Hunter)
- Blazer Drive